# TEAM SERIZAWA
『TEAM SERIZAWA』（チーム・セリザワ）は、ゴルフネットワークで放送されているゴルフバラエティ番組。

## 概要
番組タイトルの「TEAM SERIZAWA」は、芹澤信雄が主宰するプロゴルファーのグループの名称でもある。
この番組では、その芹沢門下生のプロゴルファー・「TEAM SERIZAWA」メンバーと、各界のアマチュアゴルファーが出演し（不定期でプロゴルファーも出演）、マッチプレー方式による対戦でゴルフを楽しむ。また番組の後半では、番組スポンサーでもあるGOLF5所属のレッスンプロによる、レッスンコーナーもある。
番組のモットーは「ゴルフは楽しく真剣に」。

## 出演者

### MC
- 芹澤名人（信雄の実兄）

### TEAM SERIZAWA メンバー
以下の中から、毎回2名が出演する。
- 芹澤信雄
- 丸山智弘
- 原川光則
- 藤田寛之
- 大庭啓
- 宮本勝昌
- 遠藤正人
- 岩崎崇典

## 放送時間
- 初回放送 毎月第2・第4日曜日 20:00～20:30
- 以降随時再放送あり。

これ以外に、一部の地上波局（三重テレビ放送など）に番組販売され放送しているケースがある他、GYAO!やJ:COMオンデマンドで過去の放送が配信されている。

## スペシャルマッチ
2009年9月・10月、2010年11月・12月に放送。放送時間が1時間に拡大される代わりに、番組更新が月1回となった。
ゲストは石川遼と池田勇太（2009年）、丸山茂樹（2010年）、「TEAM SERIZAWA」からは、藤田と宮本が出演した。
このスペシャルマッチは、同日開催されたイベント「さいしん遼・応援クラブ ファン感謝祭」（石川の父親が勤務する埼玉縣信用金庫の特別協賛）の一環で、2009年の回では、テレビマッチとしては異例の約1600人のギャラリーを携えてのプレーということもあり、新聞社など他のマスコミも取材に来るほどであった。